# طوماس إستيفيس
طوماس إستيفيس (مواليد 3 أبريل 2002) هو لاعب كرة قدم برتغالي يلعب كمدافع في نادي بورتو.

## روابط خارجية
- طوماس إستيفيس على موقع قاعدة بيانات كرة القدم.إي يو (الإنجليزية)
- طوماس إستيفيس على موقع Soccerway.com (الإنجليزية)
- طوماس إستيفيس على موقع عالم كرة القدم.نت (الإنجليزية)